# Кирпичников, Пётр Иванович
Пётр Ива́нович Кирпи́чников (1903—1980) — государственный и общественный деятель, генерал-майор инженерно-технической службы (24.01.1944).

## Биография
Родился в 1903 году в  городе Семёнов Нижегородской губернии.
С 1918 года по 1921 год экспедитор Семёновского уездного агентства «Центропечать».
С 1922 года по 1928 год  грузчик на пристанях Нижнего Новгорода и в Ленинградском порту, подручный слесаря на Ленинградском вагоно-строительном заводе.
В 1933 году окончил Ленинградский институт народного хозяйства им. Ф. Энгельса.
С 1933 года экономист, руководитель группы горно-химической и строительной промышленности, заведующий промышленным сектором, заместитель председателя Плановой комиссии Ленинградского облисполкома и горсовета.
С 1939 года уполномоченный Госплана СССР по Ленинграду и Ленинградской области.
С 1940 года заместитель председателя Госплана СССР, во время войны (по совместительству) заместитель уполномоченного ГКО по вопросам вооружения, затем  - начальник Управления оборонной промышленности Госплана, занимался контролем выпуска оборонной продукции.
Постановлением Совета Народных комиссаров СССР № 83 от 24 января 1944 года   Кирпичникову было присвоено воинское звание «генерал-майор инженерно-технической службы».
Постановлением Совета Министров СССР № 1017-419 сс от 13 мая 1946 года "Вопросы реактивного вооружения",  был создан  Специальный комитет по реактивной технике при Совете министров Союза ССР. Кирпичников назначен членом этого Комитета. 10 мая 1947 года согласно Постановлению Совета Министров СССР № 1454-388  Специальный комитет по реактивной технике был преобразован во Второе главное управление при Совете Министров СССР, Кирпичников продолжил работу в нем в прежней должности.
С 1949 года работал в организациях по подготовке квалифицированных рабочих для народного хозяйства, член коллегии Министерства трудовых резервов СССР.
С 1954 года заместитель начальника Главного управления трудовых резервов при Совете Министров СССР, с 1959 года начальник Главного управления производственно-технического образования при Совете Министров РСФСР, с  1965 года по 1970 год - председатель Государственного комитета Совета Министров РСФСР по профессионально-техническому образованию.
С октября 1970 года и до конца жизни являлся Советником аппарата Совета Министров РСФСР.
Внёс вклад в процесс реформирования профессионально-технического образования, связанного с переходом на подготовку рабочих кадров со средним образованием; в строительство учебных зданий и оснащение ПТУ.
Депутат Верховного Совета РСФСР 7-го созыва (1967—1971).
Скончался в 1980 году. Похоронен на Новодевичьем кладбище (уч. № 7, ряд № 4, место № 10).

## Награды
- орден Ленина (03.06.1942)
- орден Кутузова I степени (16.09.1945)
- орден Кутузова II степени (18.11.1944)[4]
- три ордена Трудового Красного Знамени (в т.ч. 29.05.1944)
- орден Красной Звезды
- медали